# Microdaemon angustatus
Microdaemon angustatus là một loài bọ cánh cứng trong họ Ptilodactylidae. Loài này được Kolbe miêu tả khoa học năm 1897.